# Tengrizmus
A tengrizmus ősi közép-ázsiai vallás, amelyet a sámánizmus, animizmus, totemizmus  és az őstisztelet  jellemez. Olyan politeista vallás, amelynek élén egy főisten áll. Több változata volt; legfejlettebb formáját a kazárok gyakorolták.
Együtt élt a sámánizmus hitrendszerével, attól egyes elemei nehezen választhatók el; valószínűleg szorosan összefonódott a két hitvilág. Fő istensége Tengri, az égi atya, a mindenség teremtője. A középkor előtti török államok kánjai Tengri megbízására alapozták hatalmukat, Tengri fiaiként és földi képviselőiként mutatkoztak be.
Az eurázsiai sztyeppi népek ősvallása volt, fénykorában óriási területen élő népcsoportok követték.
A hsziongnu, hszienpej, türk, bolgár, mongol, hun és altáji népek fő hitvilága volt, mielőtt a túlnyomó többségük felvette a buddhizmust, az iszlámot vagy a lámaizmust.
Egy korábbi politeista vallást váltott fel; amely a hunok, eurázsiai avarok és a korai magyarok vallása is volt.
A tengrizmust a tibeti buddhizmussal és burhanizmussal együtt még mindig aktívan gyakorolják Jakutföldön, Burjátföldön, Tuvában és Mongóliában. Néhány rituálét és ünnepséget még mindig nyilvánosan megfigyelnek, de elvesztették mély spirituális jelentőségüket.  Vannak modern mozgalmak is a tengrizmus felélesztésére, különös tekintettel a természeti erőkkel való harmóniára és a Földről való gondoskodásra.

## Tengri

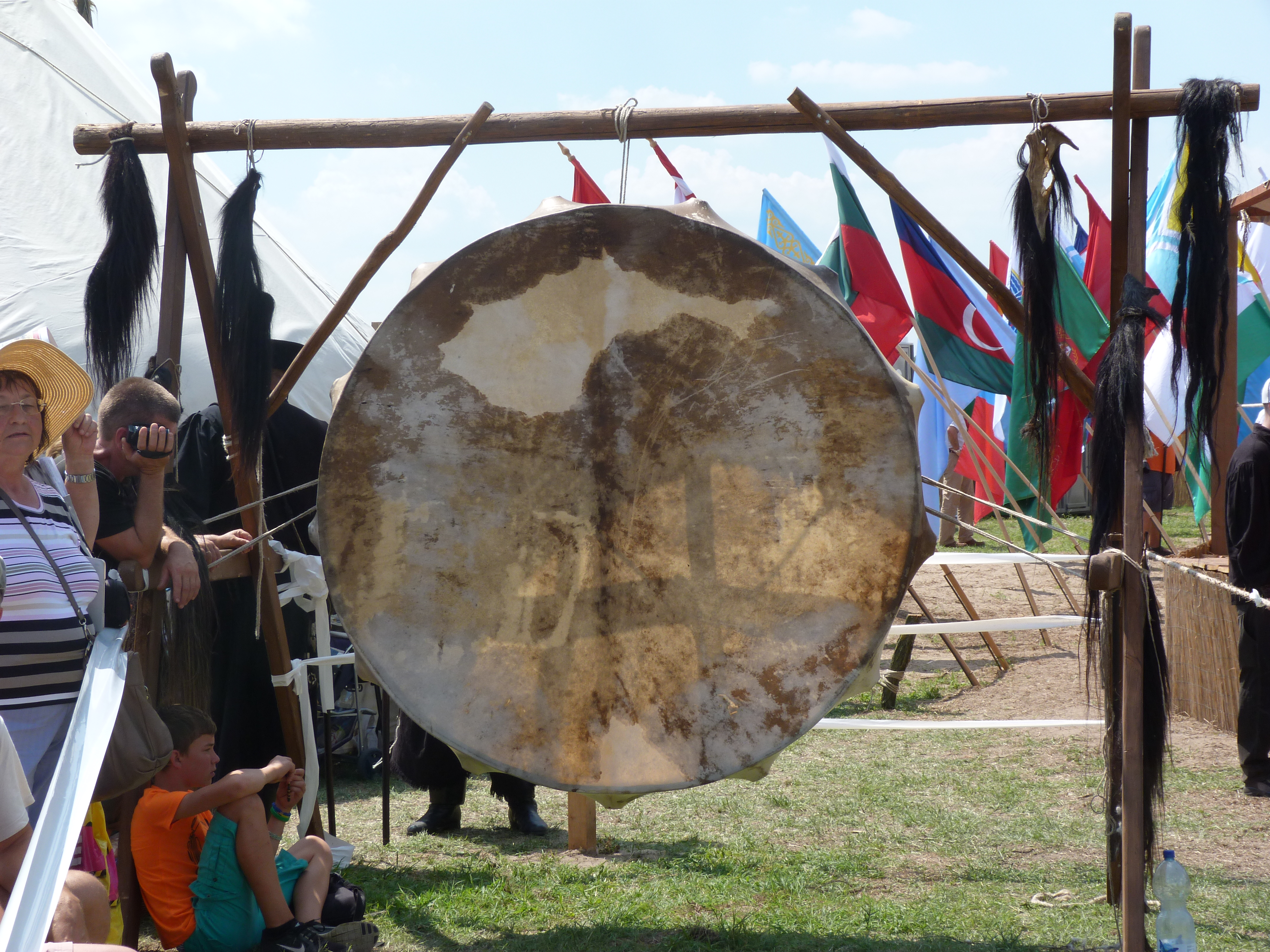
Táltosdob

Bizonyos népeknél csak az embert teremtette meg és nincs szó világteremtésről. Az istenvilág központjában ő áll, aki az égben lakik. Az ég (menny) török neve tanri. E szót Ahmad ibn Fadlán az oguzokkal kapcsolatban idézi.
A vallástörténet Tengri istenség nyomán nevezi a hozzá kapcsolódó vallást tengrizmusnak. A türk feliratok az égisten tevékenységét a jarat igével írják le. Magyar megfelelője e szónak a gyarat, melyet ma gyárt-nak mondunk.

## A többi isten
Ahmad ibn Fadlán leírja, hogyan tisztelik a baskírok az egyik istenségüket: neve vélhetően Mag. Azon kívül felsorolja további tizenkét istenségüket: Tél, Nyár, Eső, Szél, Fa, Ember, Ló, Víz, Nap, Éjszaka, Halál, Föld. A legnagyobb, tizenharmadik istenük az Ég ura, illetve megszemélyesítője.
Jákút felsorolásában a Halál mellé az Élet is be van toldva, azaz nála már tizennégy istenről van szó. Pontosabban még ennél is többről: beszámolója szerint egyes törzsek kígyókat, halakat és darvakat is tiszteltek.
Jákút tudósításának szóban forgó szakaszai ekként szólnak:
„Közülük mindegyik egy fadarabot penis formára farag, s azután nyakába akasztja; ha utazni, vagy pedig ellenséggel szembeszállni kíván, megcsókolja s előtte leborulva azt mondja »Úristen, tégy velem így meg így!« Erre azt mondtam a tolmácsnak »Kérdezd meg valamelyiket, miféle érve van erre nézve, és miért tekinti istenének!« Felelte »Azért, mert én is ehhez hasonlóból jöttem a világra, és nem ismerek kívüle mást, ami létrehozott volna.«” (Kmoskó Mihály fordítása.)
„Vannak közülük egyesek, akik állítják, tizenkét istenük van: istene van a télnek, nyárnak, esőnek, szélnek, fának, embernek, lónak, víznek, éjjelnek, nappalnak, halálnak, életnek s földnek. Az az isten, aki az égben van, a legnagyobb köztük, jóllehet az velük közös megegyezés alapján állapodik meg, s mindegyikük helyeslőleg veszi tudomásul, amit társa tesz. »Távol legyen Allahtól, amit ezek a gonosztevők és hálátlanok (hitetlenek) állítanak, a lehető legtávolabb!« Láttunk közülük olyan törzset, amely kígyókat, egy olyan törzset, amely halakat, egy olyan törzset, amely darvakat tisztel; erre vonatkozólag értésemre adták: amikor egy velük ellenséges néppel hadakoztak, amely őket megszalasztotta, a darvak megszólaltak a hátuk mögött, mire azok, akik őket megszalasztották, megfutamodtak; ezért tisztelik a darvakat azt mondva: »Ez a mi istenünk, mert megszalasztotta ellenségeinket«; ezért tartják azokat tiszteletben.” (Kmoskó Mihály fordítása.)

## A vallási uralkodó
A türk feliratok szerint a türk uralkodó, a kagán az égistenhez hasonló, az égisten hozta létre, azaz „gyártotta”: tengri teg tengri jaratmis türk Bilge kagan. A kagán ugyanúgy gyakorolja a teljhatalmat a birodalomban, ahogyan az égisten a mennyben. A tengrizmusra jellemző a szent királyság.
Ibn Fadlán a kazárokkal kapcsolatban írja le, hogy a kagán a nép jólétének letéteményese, akinek ha lejár az ideje, szertartásosan meggyilkolják. A 10. századi al-Isztahri leírja a kazárokról, hogy az új kagánt selyemzsinórral fojtogatni kezdik, amíg lélegzetét nem veszti, s ekkor megkérdezik tőle, hány évig akar uralkodni. Ha ezen idő előtt nem hal meg, akkor megölik. Az Északi Csou uralkodóház évkönyvei hasonlót írnak a türkökről. Az új uralkodót nemezbe tekerik, kilencszer megforgatják. Ezután nagy hajlongások közepette lóra ültetik, és meglovagoltatják, majd selyemzsinórral úgy fojtogatják, hogy éppen csak életben marad. Ekkor gyorsan megkérdik, mennyi ideig akar kagán maradni. S ekkor ő – alig van magánál – érthetetlen szavakat mormol. Ebből vonja le azután környezete a következtetést, hány évig fog uralkodni. S ha nem hal meg ezen időpont előtt, akkor megölik. A 750. év körüli időkből származó ujgur feliratokon is találtak utalást hasonló szokásra.
A kagán szentsége a török népeknél azt jelenti, hogy kutja van. A kut hittel kapcsolatos fogalom, mely anyagi képzetekben gyökerezik. A kut a kirgizeknél egyik formájában vörös kocsonyaként csöpög a sátor nyílásán keresztül a tűzhelyre. De a kut jelentett varázsszert, életerőt, lelket, szerencsét, boldogságot is.
A vallási uralkodó és a hatalmat ténylegesen gyakorló helyettese alkották a szakrális kettős királyság intézményét.